# Meeting international Mohammed VI d'athlétisme de Rabat 2017
Il Meeting international Mohammed VI d'athlétisme de Rabat 2017 è stata la 10ª edizione dell'annuale meeting di atletica leggera, e si è svolto allo Stadio Moulay Abdallah di Rabat, il 16 luglio 2017. Il meeting è stato la decima tappa del circuito di atletica leggera IAAF Diamond League 2017.

## Programma
| #  | Orario | Specialità       |
| -- | ------ | ---------------- |
| 1  | 18:00  | Getto del peso   |
| 2  | 18:38  | 1500 metri       |
| 3  | 18:50  | Salto in alto    |
| 4  | 18:55  | Salto con l'asta |
| 5  | 19:13  | 100 metri        |
| 6  | 19:22  | 800 metri        |
| 7  | 19:30  | Salto in lungo   |
| 8  | 19:50  | 200 metri        |
| 9  | 20:20  | 3000 metri siepi |
| 10 | 20:46  | 3000 metri       |

| # | Orario | Specialità             |
| - | ------ | ---------------------- |
| 1 | 18:10  | Salto triplo           |
| 2 | 18:52  | 400 metri ostacoli     |
| 3 | 19:00  | Lancio del giavellotto |
| 4 | 19:03  | 400 metri ostacoli     |
| 5 | 19:32  | 3000 metri siepi       |
| 6 | 19:58  | 1500 metri             |
| 7 | 20:12  | 100 metri              |
| 8 | 20:37  | 400 metri              |

     Specialità valide per la Diamond League

## Risultati

### Uomini
| Specialità       |                     | Prestazione | 2º classificato   | Prestazione | 3º classificato          | Prestazione |
| 100 m            | Chijindu Ujah       | 9"98        | Ben Youssef Meïté | 10"01       | Nethaneel Mitchell-Blake | 10"18       |
| 200 m            | Andre De Grasse     | 20"03       | Ameer Webb        | 20"18       | Zharnel Hughes           | 20"22       |
| 800 m            | Nijel Amos          | 1'43"91     | Kipyegon Bett     | 1'44"28     | Donavan Brazier          | 1'44"62     |
| 1500 m           | Brahim Akachab      | 3'35"03     | Fouad El Kaam     | 3'36"26     | Younés Essalhi           | 3'36"90     |
| 3000 m           | Abdalaati Iguider   | 7'37"82     | Adel Mechaal      | 7'38"35     | Soufiyan Bouquantar      | 7'38"65     |
| 3000 m siepi     | Soufiane el-Bakkali | 8'05"12     | Jairus Birech     | 8'10"91     | Amos Kurui               | 8'12"18     |
| Salto in alto    | Andrij Procenko     | 2.29 m      | Robert Grabarz    | 2.27 m      | Tihomir Ivanov           | 2.27 m      |
| Salto con l'asta | Paweł Wojciechowski | 5.85 m      | Raphael Holzdeppe | 5.70 m      | Piotr Lisek              | 5.70 m      |
| Salto in lungo   | Ruswahl Samaai      | 8.35 m      | Jarrion Lawson    | 8.33 m      | Yahya Berrabah           | 8.14 m      |
| Getto del peso   | Ryan Crouser        | 22.47 m     | O'Dayne Richards  | 21.96 m     | Ryan Whiting             | 21.26 m     |

     Prestazione che stabilisce il nuovo record del meeting.

### Donne
| Specialità             |                       | Prestazione | 2º classificato    | Prestazione | 3º classificato        | Prestazione |
| 100 m                  | Elaine Thompson       | 10"87       | Marie-Josée Ta Lou | 10"90       | Michelle-Lee Ahye      | 11"02       |
| 400 m                  | Shaunae Miller-Uibo   | 49"80       | Natasha Hastings   | 50"86       | Quanera Hayes          | 51"08       |
| 1500 m                 | Angelika Cichocka     | 4'01"93     | Rababe Arafi       | 4'02"19     | Brenda Martinez        | 4'02"75     |
| 3000 m siepi           | Gesa Felicitas Krause | 9'18"87     | Norah Jeruto       | 9'20"51     | Roseline Chepngetich   | 9'20"69     |
| 400 m ostacoli         | Ristananna Tracey     | 55"18       | Petra Fontanive    | 55"35       | Nikita Tracey          | 55"50       |
| 400 m ostacoli         | Zuzana Hejnová        | 54"22       | Janieve Russell    | 54"36       | Eilidh Doyle           | 54"92       |
| Salto triplo           | Caterine Ibargüen     | 14.51 m     | Kimberly Williams  | 14.31 m     | Paraskeuī Papachristou | 14.21 m     |
| Lancio del giavellotto | Barbora Špotáková     | 63.73 m     | Martina Ratej      | 62.46 m     | Taccjana Chaladovič    | 62.38 m     |

     Prestazione che stabilisce il nuovo record del meeting.